# Pjotr Alexandrowitsch Klimow
Pjotr Alexandrowitsch Klimow (russisch Пётр Александрович Климов; * 16. Juli 1970 in Moskau) ist ein russischer Komponist und Dichter.

## Leben
Klimow studierte bis 1994 Musik an der Russischen Gnessin-Musikakademie, wo er bei Andrei Golowin Kompositionsunterricht erhielt. Obwohl er nie offiziell Unterricht bei Boris Tschaikowski nahm, übte dieser Komponist großen Einfluss auf ihn aus. Nach Abschluss seiner Studien begann er, selbst an der Gnessin-Musikakademie u. a. Komposition und Orchestration zu unterrichten. Neben seiner Tätigkeit als Komponist schreibt er auch Gedichte, die als Besonderheit mit Gitarrenbegleitung aufgeführt werden. Außerdem ist er Mitglied der Boris Tschaikowski-Gesellschaft. Klimow gilt als großes Talent unter den russischen Komponisten der jüngeren Generation.

## Stil
Klimows Musik ist relativ konservativ. Einflüsse Boris Tschaikowskis sind deutlich zu erkennen. Dies betrifft die intensive Motivarbeit, den Hang zu fließender Melodik und die Schönheit des Klanges. Sein Stil ist eindeutig tonal, die Gattungswahl ebenfalls eher traditionalistisch. Seine Musik ist immer recht ausdrucksstark, teilweise fast romantisch. Eine gewisse Bekanntheit erreichte er u. a. damit, dass er das letzte Werk Boris Tschaikowskis, das kurze Präludium „Die Glocken“, orchestrierte. Doch auch Klimows eigene Werke werden durch bekannte Musiker aufgeführt und genießen allmählich größere Bekanntheit.

## Werke
- Orchesterwerke
  - Canzonetta für Streichorchester (2000)
  - Concertino für Klavier und Kammerorchester (1997)
  - Violoncellokonzert (1994)
- Vokalmusik
  - Kantate für Bariton und Kammerorchester (1992)
  - Lieder
  - Chöre
- Kammermusik
  - Streichtrio (1994)
  - Violinsonate (1991)
  - Variationen über Themen von Bulat Okudschawa für Viola solo (1997)
  - Suite für Violoncello solo (2000)
  - Kleine Fantasie für Klarinette solo (1998)